# Heilig Kreuz (Burg)

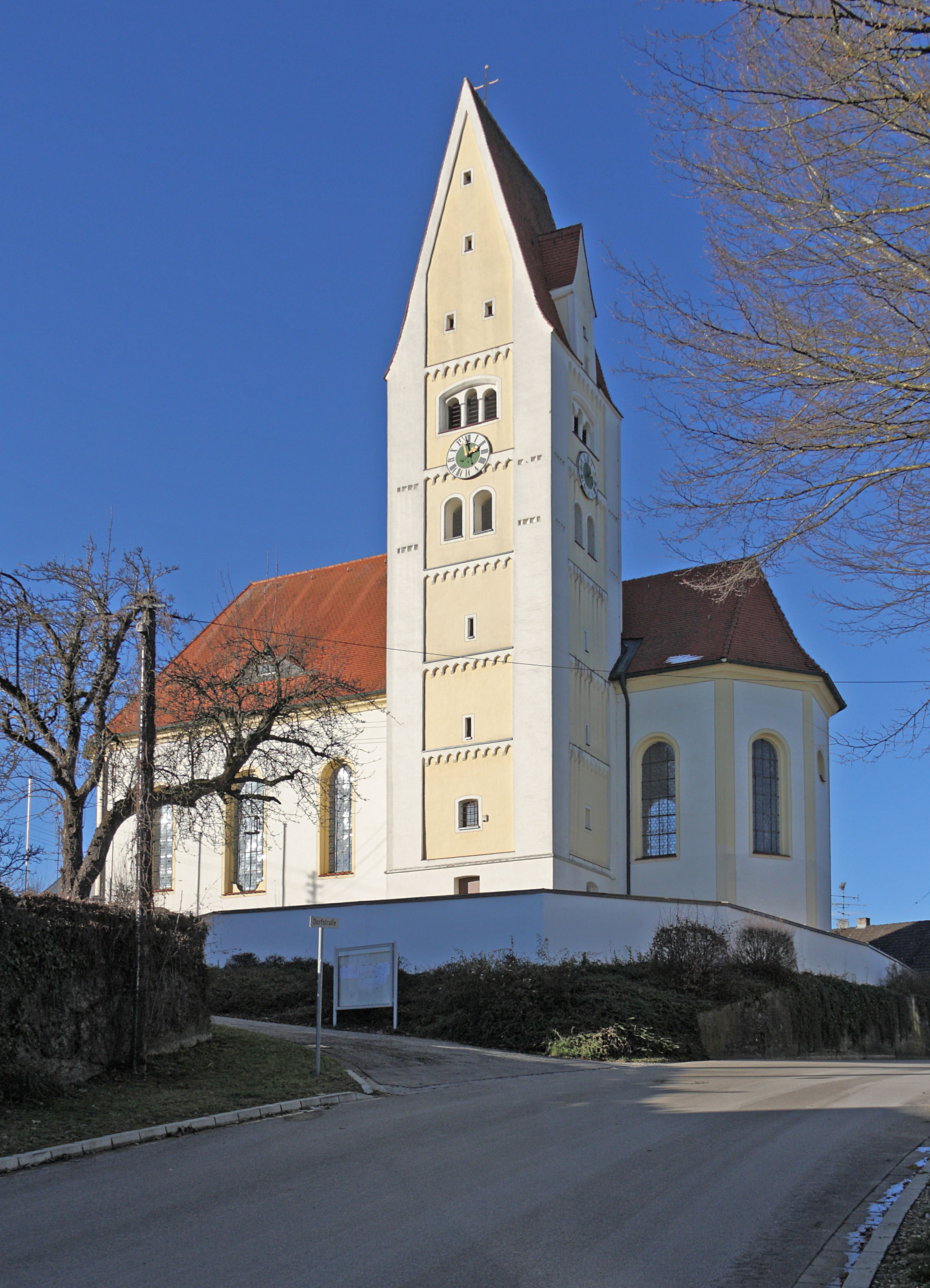
Heilig Kreuz in Burg

Heilig Kreuz ist eine römisch-katholische Pfarrkirche in Burg, Stadtteil von  Thannhausen im schwäbischen Landkreis Günzburg in Bayern. Das denkmalgeschützte Bauwerk ist  in der Liste der Baudenkmäler in Thannhausen unter der Nr. D-7-74-185-38 eingetragen.

## Beschreibung

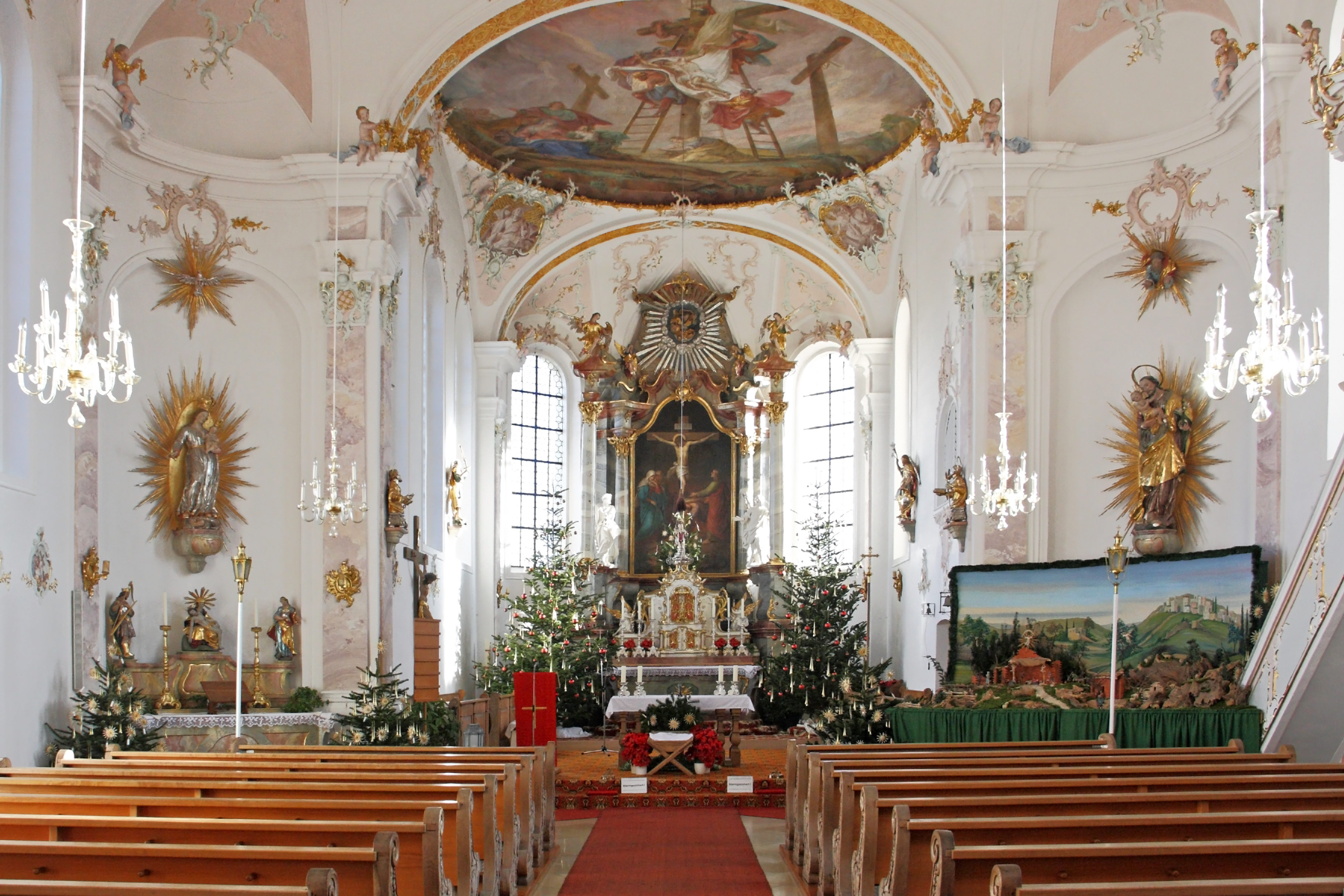
Blick zum Chor, rechts vorne die Weihnachtskrippe

Der Turm stammt aus dem 15. Jahrhundert und wurde um 1500 erhöht. Das Langhaus wurde 1620/22 unter Wiederverwendung von Teilen der mittelalterlichen Werksteinmauern neugebaut und 1761/63 nach einem Entwurf von Johann Georg Hitzelberger umgebaut. Sie besteht aus einem Langhaus, einem eingezogenen, dreiseitig geschlossenen Chor im Osten und einem Chorflankenturm auf quadratischem Grundriss an der Südwand des Chors, der quer mit einem steilen Satteldach bedeckt ist, auf dessen Ostseite eine Dachgaube sitzt. Sein oberstes Geschoss beherbergt hinter den als Triforien gestalteten Klangarkaden den Glockenstuhl. Der Innenraum des Langhauses ist mit einem Stichkappengewölbe überspannt, der des Chors mit einem ovalen Spiegelgewölbe. Über dem Chorbogen befindet sich das Allianzwappen Oettingen-Wallerstein/Oettingen-Baldern. Die Fresken, im Chor über die Kreuzabnahme und im Langhaus über die Kreuzauffindung durch die heilige Helena, stammen von Johann Baptist Enderle. Die Orgel wurde 1880 von Balthasar Pröbstl gebaut.